# Horst Strohbach
Horst Strohbach (* 16. August 1886 in Meinersdorf; † 2. November 1978 in Grüna) war ein deutscher Heimatforscher.

## Leben
Horst Strohbach wurde als Sohn eines Buchhalters in Meinersdorf im Erzgebirge geboren. Nach dem Besuch der Volksschule studierte er von 1901 bis 1906 am Königlich-Sächsischen Lehrerseminar in Zschopau, u. a. in den Fächern Latein, Orgelspiel und Zeichnen/Malerei.
Nach dem Examen war er von 1908 bis 1910 Hilfslehrer an der Volksschule Burgstädt, von 1910 bis 1933 an der Volksschule in Oberfrohna (ab 1933 Hindenburgschule).
1910 trat er dem Sächsischen Lehrerverein in Leipzig bei, zeitweise übte er das Amt des Vorsitzenden der Bezirksorganisation Limbach aus.
Aus dem Ersten Weltkrieg, den er von Anfang an als Reserveoffizier zunächst in Frankreich und seit 1915 in Russland erlebte, kehrte er als Pazifist zurück. Als Mitglied im Reichsbanner Schwarz-Rot-Gold trat er für die Weimarer Republik ein und war seit 1925 Technischer Leiter der Ortsgruppe des Reichsbanners Oberfrohna. Dieses Amt lieferte 1933 den neuen Machthabern den Vorwand, Horst Strohbach zu verhaften und nach §4 des Gesetzes zur Wiedereinführung des Berufsbeamtentums 1934 aus dem Schuldienst zu entlassen.
1932 wurde ihm die Schuld an den blutigen Auseinandersetzungen in Rußdorf gegeben, bei denen Rudolf Marek ums Leben kam. Auch dies war ein Grund für die Nationalsozialisten, ihn aus dem Schuldienst entlassen.
1945 erfolgte seine Ernennung zum Leiter des späteren Gerhart-Hauptmann-Schule in Limbach-Oberfrohna. Nach der Gründung der SED als Zwangsvereinigung von SPD und KPD trat er in die Partei ein und wurde Mitglied des Kulturbundes zur demokratischen Erneuerung Deutschlands. 1955 erfolgte seine Wahl zum Kreisvorsitzenden des Kulturbundes. Er war Mitglied des Kreistages und -rates.
Sein Leben lang war er künstlerisch tätig. Er spielte mehrere Instrumente, malte und zeichnete, schrieb Romane, Erzählungen und Theaterstücke. Bereits als junger Lehrer widmete sich Strohbach heimatkundlichen Forschungen.
Da er sich ab 1933 seinen Lebensunterhalt anderweitig verdienen musste, übernahm er private Aufträge zur Familienforschung und zum Nachweis arischer Abstammung, fertigte Stammbaumdarstellungen und Ahnentafeln.
Er erwarb sich in alten Akten zugleich umfangreiche Kenntnisse in der Historie der Region. Er entwickelte sich dadurch zu einem der besten Kenner des Mulde-Chemnitz-Gebietes zwischen Glauchau, Rochlitz und der Bezirksstadt Karl-Marx-Stadt. Zehn Dörfer des Landkreises Chemnitz verdanken Strohbach ihre ausführlichen Ortschroniken, dabei nehmen Artikel über das nationalsozialistische Geschehen in den Chroniken breiten Raum ein.
Strohbach war Mitglied der Vereinigung der Berufssippenforscher e.V. (VBS) und der Nachfolgeorganisation Reichsverbandes der Sippenforscher und Heraldiker e.V. (RSH), Mitgliedsnummer jeweils 363; außerdem war er Vertrauensmann für Sippenforschung bei der Kreisbauernschaft Chemnitz. Im Mitgliederverzeichnis des RSH wird er mit folgenden Angaben geführt: Wohnort Oberfrohna, Schröderstr. 6; Fernsprecher Limbach/Sa. 4546; Postscheckkonto Leipzig 521 83; Forschungsgebiet Land Sachsen (Chemnitz, Westsachsen).
Horst Strohbach war seit 1911 verheiratet mit Frau Margarethe, geb. Beil (* 1891, † 15. März 1981), der Tochter des Lehrers und Schuldirektors in Burgstädt, Arthur Beil (* 1860, † 1941). Das Ehepaar hatte vier Kinder. Seit 1963 lebten Horst und Margarethe Strohbach im Feierabendheim Grüna.
Entsprechend seiner letztwilligen Verfügung wurde dessen Nachlass in den Jahren 1980/1981 von seinem Sohn Harald Strohbach, Potsdam, dem Stadtarchiv Chemnitz 1981 übergeben und dort unter der Signatur 71 verwahrt.

## Auszeichnungen
- Carl-Friedrich-Wilhelm-Wander-Medaille
- Johannes-R.-Becher-Medaille
- In Limbach-Oberfrohna wurde eine Straße nach ihm benannt.

## Werke

### Ortschroniken und Dorfbücher
- Eyne Chronik der Doerffer tzur Niedern – Frohna und tzum Gannßhorn, Oberfrohna 1936
- Bräunsdorfer Bilder-Chronik, 1935/39
- Ortschronik Niederfrohna/Jahnsdorf, 1937
- Mittelfrohna/Fichtigsthal, 1938
- Ortschronik der Gemeinde Auerswalde, 1938 (und ein Nachtrag 1940), ca. 800 Seiten[6]
- Pleißa, 1938/39
- Kändler, 1940
- Wüstenbrand, 1941/43
- Röhrsdorf, 1944
- Chronik des Gaues Chutizi

### Weitere Bücher und Hefte
- Sammlung Aus dem Sagenschatz Chemnitz und Umgebung, 1956
- Strohbach, Horst / Strauss, Rudolph (Red.): Das Limbacher Land. Werte der deutschen Heimat Band 5. Berlin 1962